# Luis Bramont Arias
Luis Bramont Arias (Cañete, 25 de agosto de 1919 - Lima, 8 de enero de 2010) fue un jurista peruano.

## Biografía
Nació en el distrito de Cerro Azul, en la  provincia de Cañete, hijo de Diómedes Bramont Arias
Realizó sus estudios escolares en el Colegio Nuestra Señora de Guadalupe de la ciudad de Lima.
Ingresó a la Facultad de Derecho de la Universidad Nacional Mayor de San Marcos en la cual se graduó como abogado en julio de 1943 con la tesis El Homicidio Emocional y luego como doctor en Derecho en octubre de 1950 con la tesis titulada La Ley Penal. Este último trabajo de investigación fue publicado y recibió el Premio de Fomento a la Cultura Francisco García Calderón.
Fue parte de la Comisión de Reforma del Código Penal del Perú, la cual entregó el anteproyecto en 1972. Luego, formó parte de las Comisiones Revisoras que finalmente dieron paso al Código Penal promulgado el 3 de abril de 1991.
Fue fundador de la Academia Peruana de Derecho.
En 1970 fue elegido como Decano del Colegio de Abogados de Lima y reelegido en 1971.
Fue catedrático de la Universidad Nacional Mayor de San Marcos, en la cual fue elegido como Decano de la Facultad de Derecho en 1968. Fue también profesor en la Universidad Nacional San Luis Gonzaga de Ica, la Universidad de Lima, la Universidad de San Martín de Porres, la Universidad Nacional Federico Villarreal y en la Universidad Femenina del Sagrado Corazón.
El 21 de junio de 1981 fue nombrado como Vocal Titular de la Corte Suprema de Justicia de la República del Perú y fue ratificado por el Senado en septiembre del mismo año. Renunció al tribunal en 1985.
Fue Jefe de la Oficina de Control de la Magistratura (OCMA) en 1981.
Falleció en enero de 2010.

## Publicaciones
- Código penal anotado (1995)
- Temas de derecho penal (1990)
- La Ley Penal (1950)

## Reconocimientos
- Medalla José León Barandiarán - Colegio de Abogados de Lima.
- Doctor honoris causa - Universidad Nacional San Luis Gonzaga.